# Gonzalo Leiva Quijada
Gonzalo Leiva Quijada (Navidad, Chile, 18 de marzo de 1961) es historiador y filósofo chileno. Su campo de estudios vincula las disciplinas de la estética, la fotografía, la historia, los estudios visuales y culturales latinoamericanos. Ha elaborado diversas investigaciones sobre artistas, colectivos y períodos artísticos, entre ellas destacan algunas sobre Sergio Larraín, la Asociación de Fotógrafos Independientes, Alfredo Molina, Leonora Vicuña y Virginia Huneeus. Dicta clases en Universidades chilenas y extranjeras.

## Biografía
Su formación académica comenzó con Filosofía y Pedagogía en Historia por la Universidad de Chile, luego se formó como Licenciado en Estética en la Universidad Católica de Chile. Continuo con el grado de Magíster y Doctor en Historia y Civilizaciones en la École des Hautes Études en Sciences Sociales, Francia. Entre los años 1997 y 2003 se desempeñó como conservador, curador y museógrafo del Archivo Fotográfico del Museo Histórico Nacional, instancia que le permitió vincularse y estudiar distintos acervos fotográficos como el archivo de Marcos Chamudez, el archivo de Chilectra, el archivo del teatro chileno y el archivo de la Guerra del Pacífico. 
Sus primeros trabajos rastreaban la historia de la fotografía en Chile, en cruce con la modernidad y el uso de nuevas tecnologías. El aporte teórico se concentraba tanto en difundir el patrimonio visual chileno como las estructuras e imaginarios que le dieron soporte. 
La exposición Álbum de Chile. Retrato de una Nación (2016) curada por Leiva en el Centro Cultural La Moneda marcó un hito para la escena visual chilena, tanto por agrupar un elevado número de artistas como por plantear -por primera vez en el centro de la capital- un repaso y una radiografía de la identidad representada. Diversos documentos, testimonios y vestigios dieron cuenta de cómo la fotografía fue capturando los procesos históricos del país y cómo fue transformándose ella misma entre familiar, histórica, industrial, documental, social, experimental y artística.

Hay ciertas marcas históricas y culturales que no es posible eludir. En Chile hay una obsesión por la representación, por la apariencia. Por mucho tiempo fuimos un territorio desconocido, una isla al fin del mundo, entre el mar y la cordillera que desea todavía ser reconocida, desde ese anhelo construimos nuestra imagen país, nuestras luces y sombras

Gonzalo Leiva Quijada, 2016

El profundizar en la escena visual chilena le permitió a Leiva indagar en el trabajo individual de autores y autoras como Álvaro Hoppe, Luis Navarro, Paz Errázuriz, Leonora Vicuña, Juan Domingo Marinello, Marco Ugarte y Luis Prieto, a la vez que le permitió comprender cómo se articuló en Chile una resistencia política durante el período de la dictadura y cómo surgieron también instancias gremiales y colectivas. Por ejemplo, sus investigaciones respecto de la Asociación de Fotógrafos Independientes involucran un estudio de los portafolios, las prácticas de trabajo, las actas de sus sesiones, además de entrevistas orales y una revisión de la prensa documental de la década. 
Otra de sus líneas de investigación se ha encargado de preservar la memoria, los testimonios y las biografías de origen judío, que quedan plasmadas en las creaciones artísticas, por ejemplo, en el libro Ignacio Hochhäusler 1892-1983. Por el alma de Chile (2011) rastreó los importantes aportes que hizo este fotógrafo austriaco a la escena chilena, la exposición En el umbral del Olvido (2015) recuperó las fotografías de Samuel Shats (1952) y los retratos de una generación marcada por la Segunda Guerra Mundial también la shoah es abordada en el libro TestiMonos (2018) que incluye dibujos y caricaturas de Kurt Herdan (1923-2020). 
Ha sido académico de la Universidad Técnica Federico Santa Maria, U. de Chile, U. Adolfo Ibáñez y la PUC de Chile. Su carrera profesional ha sido reconocida en distintas ocasiones con el Premio PREI al valor y proyección de la investigación desde la Vicerrectoría Académica de la PUC. Ha recibido también distintas becas y financiamientos públicos para liderar parte de sus investigaciones y publicaciones. Asimismo ha participado en un sinfín de seminarios, charlas y coloquios académicos. 
Sus trabajos más recientes ahondan en la performance, la estética y la visualidad que se gesta desde el cono sur.

## Publicaciones
- 2020: Memorias Trenzadas / Braided Memories. Poemas de Marjorie Agosín, fotografías de Samuel Shats, curatoría de Gonzalo Leiva Quijada y traducción de Alison Ridley. Editor Solis Press. ISBN 978-1910146385[5]
- 2018: TestiMonos basado en la vida y las reflexiones del artista visual Kurt Herdan. Selección hecha por Daniel Gleiser, Vicente Larrea, Samuel Shats y Gonzalo Leiva Quijada. Editorial Testimonio.[6][7] SKU SQ9850567
- 2017: Ruta milenaria. Fotografía de Francisco Lama. Curatoría de Gonzalo Leiva Quijada. Autoedición.[8]
- 2016: La imagen fija como área de investigación estética. Artículo en Revista Aisthesis no.60 Santiago Dec. 2016. Pp. 333-337. ISSN 0568-3939
- 2016: Panorama: El valor de los animales. Libro publicado a partir de la exposición. Incluye fotografías de Fernando Rosa, textos de Gonzalo Leiva Quijada y del fotógrafo mexicano Gerardo Montiel K. Editorial G64.
- 2016: Álbum de Chile. Retrato de una Nación. Catálogo de la exposición realizada en el Centro Cultural La Moneda.[9] ISBN 9789568529420
- 2015: En el umbral del olvido / fotografías de Samuel Shats. Textos de Gonzalo Leiva Quijada, Marco Antonio de la Parra y Fundación Memoria Viva. Editorial Metales Pesados. ISBN 9789563589733
- 2015: Fotografía y conflicto en el campo expandido de la estética dictatorial chilena (1981-1989). Artículo en Revista Aisthesis no.38 Santiago 2005. ISSN 0568-3939
- 2013: Luciérnagas. Fotografías de Luis Prieto. Editorial LOM. ISBN 9789560004468
- 2013: Imágenes en tensión: enclaves y estereotipos históricos en la construcción de la memoria visual chilena. Artículo en Patrimonio e Memoria, Universidade Estadual Paulista Vol. 9, no. 2. Pp. 43-56. ISSN 1808-1967
- 2013: Punto Ciego. Fotografías de Juan Domingo Marinello y textos de Gonzalo Leiva Quijada. Pehuén Editores. ISBN  9561606216
- 2012: Sergio Larraín. Biografía / estética / fotografía. Editorial Metales Pesados. ISBN 9568415483
- 2012: Fernando Opazo, paisaje humano de Chile. Obras de Fernando Opazo, investigación de Jorge Opazo Galindo y Gonzalo Leiva Quijada. Editorial Origo Ediciones. ISBN 9789563161229
- 2012: El golpe estético: dictadura militar en Chile, 1973-1989. Co-autor Luis Hernán Errázuriz. Editorial Ocho libros. ISBN 9789563351286
- 2011: Horizontes y Abismos: Virginia Huneeus Obra.  Editorial Ocho libros. ISBN 9789563350432
- 2011: Ignacio Hochhäusler 1892-1983. Por el alma de Chile. Fotografías de Ignacio Hochhäusler. Editorial Origo Ediciones. ISBN 9789563160765
- 2010: Contrasombras. Fotografías de Leonora Vicuña. Editorial Ocho libros. ISBN  9789563350104
- 2010: Santiago. Catálogo con fotografías de Fernando Rosa. Ediciones La latina gestión de arte. ISBN 9789563325379
- 2008: Multitudes en sombras: AFI (Asociación de Fotógrafos Independientes). Editorial Ocho Libros: Santiago. ISBN 9789568018542
- 2007: Pioneros culturales y tecnológicos :Estados Unidos en el corazón de Chile. Impresos Maval.
- 2005: Los intersticios del espectáculo: El circo periférico y los expulsados del paraíso. Artículo en Luna Córnea N° 29. Ciudad de México. Pp. 52-53
- 2004: Luis Navarro: la potencia de la memoria. Fotografías de Luis Navarro tomadas entre los años 1976 y 2004. ISBN 9562993884
- 2003: Alvaro Hoppe: el ojo en la historia. Fotografías de Álvaro Hoppe y textos de Gonzalo Leiva. Editorial: Gobierno De Chile FONDART ISBN  9789562917681
- 2003: Mujeres y fotografías: la visibilidad de lo femenino. Artículo en Revista Aisthesis no. 36. Santiago. Pp. 138-149. ISSNe 0568-3939
- 2002: Detrás del espejo: estética y representación”. Artículo en Revista Aisthesis no. 35. Pp. 17-22. ISSN 0568-3939
- 2002: Sueños de la imagen y máscaras sociales: Alfredo Molina La Hitte, 1906-1971. Artículo en Revista de Crítica Cultural  No. 25. Pp. 34-35.[10]
- 1998: Pinturas con historia. Catálogo del Museo Histórico Nacional de Chile. Presentación de Barbara de Voz de Eyzaguirre, textos de Gonzalo Leiva Quijada, Francisco Uranga y Claudio Cortés. Editorial Trineo.

## Exposiciones
- 2019: Rapa Nui de Pablo Valenzuela Vaillant en Ekho Gallery.[11]
- 2019: Global Identity Project. Obras de Pablo Zuleta Zahr en Ekho Gallery.[12]
- 2018: Retratos en Perspectiva. Fotografías de Luis Navarro y Jorge Aceituno en Ekho Gallery.[13][14]
- 2016: Panorama: El valor de los animales. Fotografías de Fernando Rosa en el Centro Cultural Gabriela Mistral de Chile.[15]
- 2016: Álbum de Chile. Retrato de una Nación en el Centro Cultural La Moneda.[16]
- 2015: Lo germinal. Exposición con obras de Virginia Huneeus en el Centro Cultural de Las Condes.[17]
- 2015: En el umbral del Olvido. Exposición con fotografías de Samuel Shats (1952) que retratan a sobrevivientes del Holocausto refugiados en Chile, la muestra fue desarrollada en el Centro Cultural Gabriela Mistral de Chile.[18]
- 2011: La Victoria de todos. Exposición en el Museo Nacional de Bellas Artes de Chile.[19]
- 2010: Santiago. Ciudad De Las Metáforas Rítmicas del sin sentido. Exposición de fotografías de Fernando Rosa Galería D21 Chile.
- 2009: Sombras y derechos humanos, realizada en el Museo Nacional de los Derechos Civiles, Memphis, Tennessee.
- 2004: Mirada a la tierra baldía en el Centro de Extensión de la Pontificia Universidad Católica de Chile.
- 2002: Sin rastros y sin rostros. Trabajo fotográfico de Samuel Shats en el Centro de Extensión de la Pontificia Universidad Católica de Chile.
- 2002: Bares y garzones: Un homenaje visual. Trabajo fotográfico de Leonora Vicuña en el Museo Histórico Nacional de Chile.
- 2001-2002: Luces de Modernidad. Archivo fotográfico de Chilectra en el Museo Histórico Nacional de Chile.